# Vuurtoren van Utö
De Vuurtoren van Utö is een vuurtoren op het eiland Utö in de Finse gemeente Pargas.
De toren heeft een hoogte van 24 meter en staat op de top van het eiland.

## Geschiedenis
De eerste vuurtoren werd hier gebouwd in 1753. Deze werd in 1808-1809 verwoest tijdens de Finse Oorlog.
In 1814 werd de huidige vuurtoren gebouwd. Aanvankelijk werd hij bemand door twee personen, maar nadat Finland in 1809 een autonoom deel van Rusland was geworden werd dat aantal opgehoogd naar vier personen.
Omdat er op het eiland geen kerk was, werd de derde etage van de vuurtoren ingericht als kerk, en er werden kerkdiensten in gehouden. Dit is voor het eerst beschreven in 1841, en dit gebouw is waarschijnlijk de eerste vuurtorenkerk ter wereld.
De huidige lens van de vuurtoren werd in 1906 geïnstalleerd.
In 1915, tijdens de Eerste Wereldoorlog werd Utö aangevallen door slagschepen van het Duitse Rijk. Dat kostte het leven aan een telegrafist en twee soldaten raakten gewond.
In 1935 werd de vuurtoren geëlektrificeerd. In datzelfde jaar werd in deze vuurtoren het eerste radiobaken van Finland geplaatst.
In 1939, aan het begin van de Winteroorlog, heeft het Sovjetleger het fort op Utö aangevallen met twee slagschepen maar het hield stand. Een van deze schepen is waarschijnlijk gezonken.
In 1941 liep het Finse slagschip 'Ilmarinen' nabij dit eiland op een Sovjet-Russische zeemijn en zonk.
In de Tweede Wereldoorlog voorzag de generator het hele eiland van stroom. Het opwekken van elektriciteit werd zodoende de voornaamste taak van de vuurtorenwachters. In 1996 werd er een elektriciteitskabel vanaf het vasteland aangelegd, waardoor deze taak kwam te vervallen.